# Jan Janik
Jan Janik (ur. 13 maja 1895 w Dominikowicach, zm. wiosną 1940 w Katyniu) – major intendent z wyższymi studiami wojskowymi Wojska Polskiego, działacz niepodległościowy, ofiara zbrodni katyńskiej.

## Życiorys
Urodził się w rodzinie Michała i Krystyny z Kiełtyków. Absolwent Gimnazjum w Jaśle i Seminarium Nauczycielskiego w Tarnowie. Członek Strzelca. 10 sierpnia 1914 wstąpił do Legionów Polskich. Służył w 2 pułku piechoty. Został mianowany sierżantem. Następnie w Polskim Korpusie Posiłkowym. Po bitwie pod Rarańczą internowany w Szeklence. W 1918 wstąpił do Wojska Polskiego. W czasie wojny z bolszewikami służył w 34 pułku piechoty.
W okresie międzywojennym pozostał w wojsku. W 1923 jako oficer nadetatowy II Okręgowego Zakładu Gospodarczego w stopniu kapitana (starszeństwo z dniem 1 czerwca 1919 i 200 lokatą w korpusie oficerów administracji – dział gospodarczy) służył w Departamencie VII Intendentury Ministerstwa Spraw Wojskowych. Z dniem 1 listopada 1924, „po odbyciu przedwstępnej praktyki”, został przydzielony do Wyższej Szkoły Intendentury w Warszawie, w charakterze słuchacza Kursu 1924/26. Po ukończeniu studiów wrócił MSWojsk. W 1932 służył w Szefostwie Intendentury Dowództwa Okręgu Korpusu nr I. Od 1936 pełnił służbę w Państwowym Urzędzie Wychowania Fizycznego i Przysposobienia Wojskowego w Warszawie na stanowisku szefem wydziału wyszkolenia Komendy Junackich Hufców Pracy. Na stopień majora został awansowany ze starszeństwem z 1 stycznia 1936 i 13. lokatą w korpusie oficerów intendentów.
W kampanii wrześniowej wzięty do niewoli radzieckiej około 19 września w rejonie Tarnopola. Najpierw osadzony kozielszczańskim obozie przejściowym (stan na 28.10.1939). Na karcie z obozu kozielszczańskiego widnieje adres urodzenia – Warszawa.  2 listopada 1939 odesłany do obozu w Kozielsku, dokąd przybył 4 listopada. Między 7 a 9 kwietnia 1940 przekazany do dyspozycji naczelnika smoleńskiego obwodu NKWD – lista wywózkowa 015/2 z 05.04.1940. Został zamordowany między 9 a 11 kwietnia 1940 przez NKWD w lesie katyńskim. Nie został zidentyfikowany podczas ekshumacji prowadzonej przez Niemców w 1943. W Archiwum Robla (pakiet 0747-05) w pamiętniku znalezionym przy szczątkach Feliksa Gadomskiego, Janik jest wymieniony na liście oficerów obozu w Kozielsku. Krewni do 1945 poszukiwali informacji przez Biuro Informacji i Badań Polskiego Czerwonego Krzyża w Warszawie. 
Był żonaty z Aliną z Piotrowskich, z którą miał córki Danutę i Wiesławę oraz syna Jerzego.
5 października 2007 minister obrony narodowej Aleksander Szczygło mianował go pośmiertnie na stopień podpułkownika. Awans został ogłoszony 9 listopada 2007, w Warszawie, w trakcie uroczystości „Katyń Pamiętamy – Uczcijmy Pamięć Bohaterów”.

## Ordery i odznaczenia
- Krzyż Niepodległości – 16 września 1931 „za pracę w dziele odzyskania niepodległości”[14]
- Krzyż Walecznych trzykrotnie[15]
- Złoty Krzyż Zasługi – 11 listopada 1937 „za zasługi w służbie wojskowej”[16]
- Medal Pamiątkowy za Wojnę 1918–1921[17]
- Medal Dziesięciolecia Odzyskanej Niepodległości[17]
- Krzyż Kampanii Wrześniowej – pośmiertnie 1 stycznia 1986[18]